# Warblington
Warblington är en ort i distriktet Havant, i grevskapet Hampshire, i England. Warblington var en civil parish fram till 1932 när blev den en del av Havant och Rowlands Castle. Civil parish hade 4 321 invånare år 1931. Byn nämndes i Domedagsboken (Domesday Book) år 1086, och kallades då Warblitetone.